# Кохциці
Кохциці (пол. Kochcice, нім. Kochlitz) — село в Польщі, у гміні Кохановиці Люблінецького повіту Сілезького воєводства.
Населення — 1860 осіб (2011).
У 1975-1998 роках село належало до Ченстоховського воєводства.

## Демографія
Демографічна структура станом на 31 березня 2011 року:
|          | Загалом | Допрацездатний вік | Працездатний вік | Постпрацездатний вік |
| -------- | ------- | ------------------ | ---------------- | -------------------- |
| Чоловіки | 907     | 180                | 644              | 83                   |
| Жінки    | 953     | 178                | 612              | 163                  |
| Разом    | 1860    | 358                | 1256             | 246                  |